# Felsőszernye
Felsőszernye (1899-ig Felső-Szrnye, szlovákul Horné Srnie) község Szlovákiában, a Trencséni kerületben, a Trencséni járásban.

## Fekvése
Trencséntől 15 km-re északkeletre, a cseh határ közelében fekszik.

## Története
A község területén már az őskorban is éltek emberek, a legkorábbi leletek a korai paleolitikumból valók. Később a puhói kultúra népe telepedett meg ezen a vidéken és hozott létre települést.
Felsőszernyét mint birtokot 1439-ben „possesio seu villa Zerny” alakban említik oklevélben, a falu keletkezéséről azonban pontos adat nem áll rendelkezésre. A szucsányi, majd a trencséni váruradalom része volt. Lakói főként mezőgazdaságból éltek, 1546-ban pásztorok telepedtek meg a falu környékén. 1598-ben „Zernie” alakban tűnik fel, ekkor 32 ház állt a településen. 1623-ban a településnek malma volt és salétromot termeltek. 1633-ban szerepel Komensky János térképén. A falu első pecsétje 1710-ből való. 1720-ban 7 adózója volt. 1784-ben 136 házában 167 családban 857 lakos élt. 1788-ban üveggyár kezdte meg termelését.
A 18. század végén Vályi András így ír róla: „SZRNYE. Két tót falu Trentsén Várm. egygyiknek földes Ura B. Révay Uraság, ez fekszik Lieszko Moraviczához nem meszsze, mellynek filiája; másiknak pedig földes Ura Gr. Illésházy Uraság, ez fekszik Nemsovához közel, Morva Ország felé, lakosaik katolikusok, határbéli földgyeik soványak, legelőjök, réttyek, fájok van.”
1800-ban malom és fűrésztelep üzemelt itt. 1828-ban 141 háza és 902 lakosa volt. Lakói faárukészítéssel, bognármesterséggel foglalkoztak.
Fényes Elek 1851-ben kiadott geográfiai szótárában így ír a faluról: „Szrnye, tót falu, Trencsén vmegyében, Nemsova filialisa: 882 kath., 10 zsidó lak. F. u. b. Szina. Ut. posta Trencsén.”
Első egyházi iskolája 1866-ban épült. 1883-ban egy trentói olasz tulajdonos kőbányát nyitott a településen. 1888-ban bekapcsolódott a vasúti hálózatba, a Morvaországba menő vonal halad keresztül a falun. 1919-ben árvíz pusztította. A trianoni békéig Trencsén vármegye Puhói járásához tartozott.
1922-ben egy tűzvészben 28 ház égett le. 1930-ban cementgyár kezdte meg működését. 1945 után lakói a cementgyárban, a fűrésztelepen és a kőbányában dolgoztak.

## Népessége
| Év:            | 1994. | 2004.   | 2014.   | 2024.   |
| -------------- | ----- | ------- | ------- | ------- |
| Emberek száma: | 2862  | 2876    | 2795    | 2679    |
| Eltérés:       |       | +0,48 % | -2,81 % | -4,15 % |

| Év:            | 2023. | 2024.   |
| -------------- | ----- | ------- |
| Emberek száma: | 2700  | 2679    |
| Eltérés:       |       | -0,77 % |

1880-ban 900 lakosából 852 szlovák, 29 német anyanyelvű és 19 csecsemő volt; ebből 873 római katolikus és 27 zsidó vallású volt.
1910-ben 1091 lakosából 1039 szlovák, 27 német, 21 magyar, 3 horvát és 3 egyéb anyanyelvű volt.
2001-ben 2876 lakosából 2772 szlovák volt.
2011-ben 2847 lakosából 2697 szlovák, 31 cseh, 2-2 orosz, morva és egyéb, 1-1 cigány, ruszin, ukrán, lengyel és 109 ismeretlen nemzetiségű volt.

## Neves személyek
- Itt született 1896-ban Szemző Pál pozsonyi ügyvéd, jogi szakíró.

## Nevezetességei
- Nepomuki Szent János tiszteletére szentelt római katolikus temploma 1789-ben épült. 1942-ben átépítették.

## Külső hivatkozások
- Hivatalos oldal
- Községinfó
- Felsőszernye Szlovákia térképén
- E-obce.sk